# Rio Tinto (Esposende)

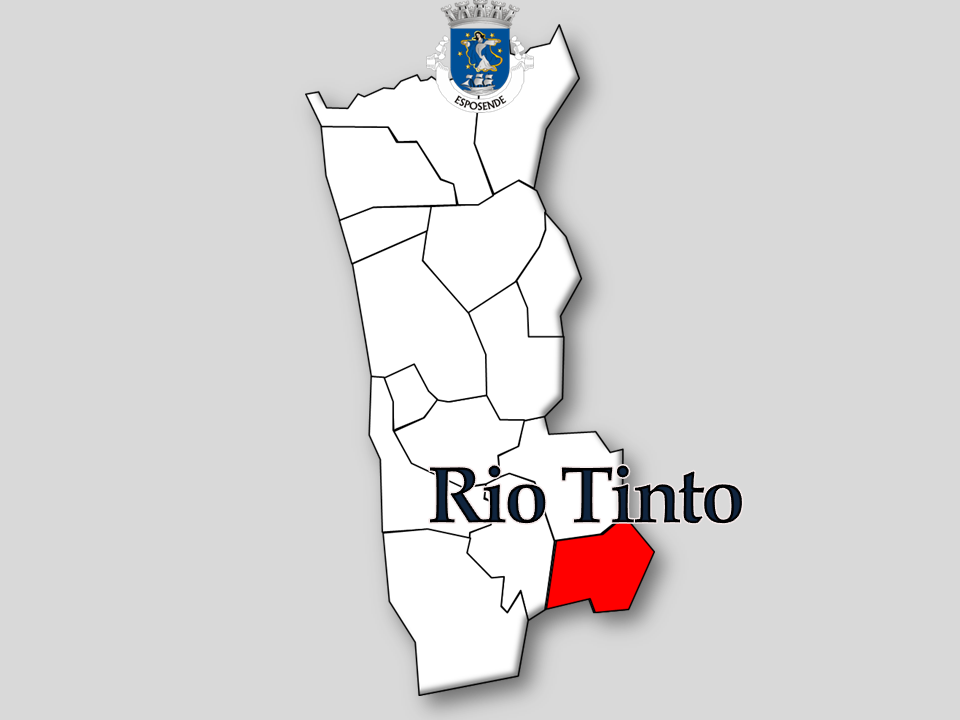
Localização da Freguesia de Fonte Boa no Município de Esposende

Rio Tinto é uma localidade portuguesa do Município de Esposende que foi sede da extinta Freguesia de Rio Tinto, freguesia que tinha 4,26 km² de área e 618 habitantes (2011), e, por isso, uma densidade populacional de 145,1 hab./km². Altura 12 - 88 metros.
A Freguesia de Rio Tinto foi extinta em 2013, no âmbito de uma reforma administrativa nacional, para, em conjunto com a Freguesia de Fonte Boa, formar uma nova freguesia denominada União das Freguesias de Fonte Boa e Rio Tinto com a sede em Fonte Boa.
O nome da localidade provém do ribeiro que a atravessa, denominado Rio Tinto.
Trata-se de uma povoação muito antiga que remonta às origens da nacionalidade, e em 1059, diz-se que se encontrava "sub o mistério de Faria…". Surge também Inquirições Gerais de 1220 com a designação de "Santo Martino de Rio Tinto".
Passou a pertencer ao concelho (atual município) de Esposende desligando-se do de Barcelos após a reforma administrativa de D. Maria II, assinada em 6 de Novembro 1836.

## População
| População da freguesia de Rio Tinto (1864 – 2011) | População da freguesia de Rio Tinto (1864 – 2011) | População da freguesia de Rio Tinto (1864 – 2011) | População da freguesia de Rio Tinto (1864 – 2011) | População da freguesia de Rio Tinto (1864 – 2011) | População da freguesia de Rio Tinto (1864 – 2011) | População da freguesia de Rio Tinto (1864 – 2011) | População da freguesia de Rio Tinto (1864 – 2011) | População da freguesia de Rio Tinto (1864 – 2011) | População da freguesia de Rio Tinto (1864 – 2011) | População da freguesia de Rio Tinto (1864 – 2011) | População da freguesia de Rio Tinto (1864 – 2011) | População da freguesia de Rio Tinto (1864 – 2011) | População da freguesia de Rio Tinto (1864 – 2011) | População da freguesia de Rio Tinto (1864 – 2011) |
| ------------------------------------------------- | ------------------------------------------------- | ------------------------------------------------- | ------------------------------------------------- | ------------------------------------------------- | ------------------------------------------------- | ------------------------------------------------- | ------------------------------------------------- | ------------------------------------------------- | ------------------------------------------------- | ------------------------------------------------- | ------------------------------------------------- | ------------------------------------------------- | ------------------------------------------------- | ------------------------------------------------- |
| 1864                                              | 1878                                              | 1890                                              | 1900                                              | 1911                                              | 1920                                              | 1930                                              | 1940                                              | 1950                                              | 1960                                              | 1970                                              | 1981                                              | 1991                                              | 2001                                              | 2011                                              |
| 390                                               | 395                                               | 430                                               | 360                                               | 433                                               | 423                                               | 549                                               | 549                                               | 647                                               | 680                                               | 632                                               | 651                                               | 657                                               | 676                                               | 618                                               |

## Lenda
Reza a tradição que nesta localidade terá havido uma sangrenta batalha entre cristãos e mouros por volta do século VIII. Os mouros teriam sido dizimados junto a um pequeno ribeiro chamado Zarague. O sangue foi tanto que encheu o leito deste riacho e tornou as águas vermelhas. Passou-se assim a chamar Rio Tinto. Mas a explicação mais correcta para o nome prende-se com a exploração aurífera que os romanos desenvolveram nas suas mediações.

## Limites
- Norte: rio Cávado
- Poente: Fonte Boa (Esposende)
- Nascente: Vila Seca e Fornelos (Barcelos)
- Sul: Barqueiros (Barcelos)

## OrdenaçãoheráldicadoBrasão,BandeiraeSelo
Publicada no Diário da República, III Série, nª 295, de 21 de dezembro de 1999.
Armas:
- 1.BANDEIRA

De vermelho. Cordão e borlas de prata e vermelho, haste e lança de ouro;
- 2.Selo:

Escudo de prata, faixa ondeada de azul; em chefe, duas espigas de milho de vermelho, folhadas de verde e, em ponta, um cadinho, de negro. Coroa mural de prata de três torres. Listel branco com a legenda a negro, em maiúsculas: " RIO TINTO - ESPOSENDE".
Explicação:
A Banda ondulada azul representa a ideia básica do topónimo Rio Tinto, figurando o Ribeiro de Zaregue ou de Santa Marinha, quer mesmo o Rio Cávado. O cadinho representa a mineração aurífera que em tempos romanos terá sido praticada no povoado. E finalmente as Espigas de milho-rei, referem-se à forte actividade agrícola, com predomínio para a produção de milho.

## Geologia
Quase todo o território está inserido no sistema silúrico, correspondente ao paleozóico. Os afloramentos são na sua base constituídos por arenitos, xistos e grauvaques, pertencentes ao silúrico.
Depósitos modernos, da Era Quaternária, compostos por aluviões actuais, areias e cascalho de praia ou rio, e ainda areias de antigas dunas.
Grande parte do território preenchido por aluviões actuais, nomeadamente areais e cascalheiras de praia ou rio, estas com areias mais finas. Também do período Plio-plistocénico, constituído por terraços fluviais, com calhaus rolados, evidenciam o antigo leito do rio Cávado, até 40m acima do nível das águas.
Grande parte dos solos classificados em Cambissolos Húmicos (58Bh1-1,2 b) e resultam de uma meteorização do subsolo granítico, apresentando algumas manchas de depósitos de areias,principalmente junto às linhas de água. São fáceis de trabalhar, por apresentarem uma textura ligeira..

## Agricultura
Pelos solos serem fáceis de trabalhar, por apresentarem uma textura ligeira, destinam-se a culturas arvenses de regadio, consorciadas com vinha de bordadura e com outras espécies arbóreas e arbustivas.

## Vegetação
Narcissus e nenúfares no Marachão.

## Padroeiro (Orago)
Santa Marinha, comemora-se a festa no 2º Domingo de Julho.

## Actividades económicas
Agricultura, pecuária, indústria têxtil e transformação de madeira.

## Artesanato
Mantas de Retalhos

## Rede viária
- Estrada N.º 205-1 – liga Barcelos a Esposende
- Estrada Nacional n.º 13
- Estrada n.º 205
- Caminhos Municipais 1032 e 1033.

## Toponímia (Lugares)
- Igreja
- Aldeia de Baixo
- Aldeia de Cima
- Paço
- Talhos
- Santa Marinha
- Jouve
- Rio Tinto
- Estrada
- Capela
- Castro
- Marachão
- Figueiredo
- Cabejo
- Carela
- Rajó

## Património
- Ponte em cavalete
- Capela de S. Pedro / Rajó
- Capela de Nossa Senhora da Alegria ou Capela dos Três Reis Magos
- Capela de S. João Baptista
- Alminhas de Santa Marinha
- Alminhas de Armanda Cruz
- Alminhas do Miguel, Cruzeiro ou do Marachão
- Alminhas de Rio Tinto ou da Ponte
- Alminhas da Capela ou da Casa dos Pinta
- Alminhas de Caveiros
- Alminhas do Balazeiro
- Igreja Paroquial MAPA
- Forno de Cal MAPA
- Cruzeiro Paroquial MAPA
- Cruzeiro Velho
- Cruzeiro da Independência
- Cais/porto do rio Cávado
- Fonte da Mina
- Cais/porto
- Fonte da Cachada
- Fonte da Mina
- Fonte do Alto do Basal
- Marco do Curadoiro
- Marco na bouça do Paço
- Marco da Luz
- Pedra do Requeixo
- Muro do Marachão (da autoria do Brigadeiro Custódio Villas Boas)MAPA
- Azenha do Caetano MAPA
- Azenha e engenho da família Vieira
- Azenha ou moinho das Pedreiras
- Forno de Cal

## Festividades
Festa de Santa Marinha, comemora-se a festa no 2º Domingo de Julho.

## Associações
- Associação de pais e Encarregados de Educação da EB1/JI Sta Marinha Rio Tinto.
- Rancho Folclórico "As Lavradeiras de Rio Tinto".
- Associação Desportiva e Cultural de Rio Tinto.
- Grupo de Jovens de Rio Tinto (em construção)

## Equipamentos
- Equivau — Centro Hípico Quinta do Vau.
- Parque Desportivo de Rio Tinto.
- Escola Básica do 1º Ciclo /JI de Santa Marinha